# Koobi Fora

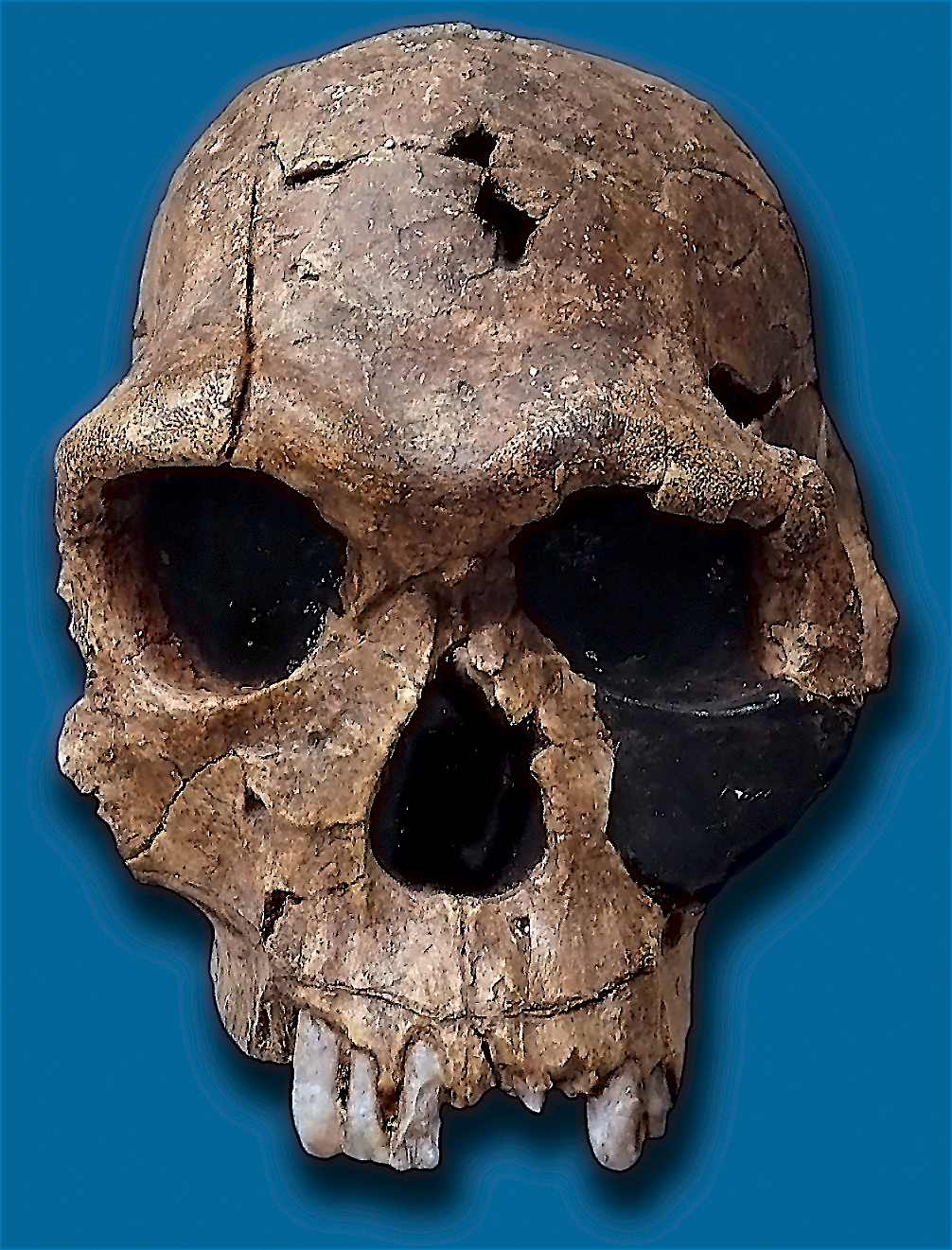
Crânio encontrado em Koobi Fora

Koobi Fora é um sítio arqueológico localizado no Quênia, junto ao lago Turkana.
Os níveis estratigráficos de Koobi Fora se dividem em duas partes. A primeira forma os sedimentos mais antigos, datados de aproximadamente 1,9 - 1,8 milhões de anos e possuem artefatos de fabricação humana do tipo Olduvaiense. A segunda possui uma cronologia de aproximadamente 1,6 - 1,4 milhões de anos e nela foram encontrados artefatos da indústria Karari.
Em Koobi Fora também foram encontrados numerosos restos fósseis humanos, entre eles o primeiro Homo habilis.